# لورنزو آدورنی
لورنزو آدورنی (انگلیسی: Lorenzo Adorni؛ زادهٔ ۱ دسامبر ۱۹۹۸) بازیکن فوتبال است.
از باشگاه‌هایی که در آن بازی کرده‌است می‌توان به باشگاه فوتبال پارما اشاره کرد.